# Francisco Albiz
Francisco de Albiz (s. XVI-Madrid, 24 de octubre de 1624) fue un letrado español del siglo XVII, conocido por ser secretario del conde-duque de Olivares, valido de Felipe IV.

## Biografía
Nació en Oñate en el siglo XVI. Fue hijo de Juan de Elosu y Gorostidimonte y de Isabel de Albíz y Urtezábal, nieto de Pedro de Elosu y de María Pérez de Gorostidimonte y por madre de Rodrigo Ibáñez de Albiz, hijodalgo de Oñate y de María Miguel de Garibay..
Fue secretario de Baltasar de Zúñiga, que llegaría a ser valido de Felipe IV hasta su muerte en octubre de 1622. Su sobrino y sucesor en el valimiento, Gaspar de Guzmán, conde-duque de Olivares.
En marzo de 1623 fue nombrado ayuda de cámara de Felipe IV. El 31 de octubre de ese año fue nombrado caballero de la orden de Calatrava.
Murió en Madrid el 24 de octubre de 1624.

## Matrimonio y descendencia
El 3 de diciembre de 1623 contrajo matrimonio con María Antonia de Marzana e Iturbe (1600-), en la casa-torre de los padres de esta en Elorrio. Fueron padrinos de esta ceremonia.
María Antonia era hija de Juan Ochoa de Iturbe y Urquizu, y Maria Antonia de Marzana y Otaola, señora de la Casa de Marzana.
El matrimonio tuvo una hija Francisca de Marzana y Albiz (3 de marzo de 1625-), casada en 1637 con Pedro de Berrio.

### Individuales
1. ↑  «Elosua Albiz, Francisco de - Auñamendi Eusko Entziklopedia». aunamendi.eusko-ikaskuntza.eus (en inglés). Consultado el 14 de febrero de 2024.
2. ↑  Gaytán de Ayala y Artazcoz, Antonio, Marqués de Tola de Gaytán (1950). «Linajes vizcaínos. Marzana». Boletín de la Real Sociedad Bascongada de Amigos del País 6 (2).